# Henry Lowther
Henry Lowther (* jako Thomas Henry Lowther; 11. července 1941, Leicester, Anglie) je britský trumpetista. Spolupracoval s mnoha hudebníky, mezi které patří například Manfred Mann, John Mayall, Bob Downes, Keef Hartley, Jack Bruce nebo skupina Collective Consciousness Society.

## Diskografie
Tato sekce není kompletní.
Jack Bruce
- Songs for a Tailor (Atco, 1969)

Collective Consciousness Society
- C.C.S. (RAK, 1970)
- C.C.S. 2 (RAK, 1970)

Bryan Ferry
- These Foolish Things (Virgin, 1973)
- Another Time, Another Place (Virgin, 1974)

Keef Hartley Band
- Halfbreed (Deram, 1968)
- The Battle of North West Six (Deram, 1969)

Murray Head
- Nigel Lived (CBS, 1972)

Glenn Hughes
- Play Me Out (RPM, 1977)

John Mayall
- Bare Wires (Decca, 1968)
- 70th Birthday Concert (Eagle, 2003)

Van Morrison
- Avalon Sunset (Mercury, 1989)
- Enlightenment (Polydor, 1990)

The Pretenders
- Pretenders II (Sire, 1981)

Slapp Happy
- Slapp Happy (Virgin, 1974)

John Surman
- The Brass Project (ECM, 1992)

Talk Talk
- It's My Life (EMI, 1984)
- Spirit of Eden (EMI, 1988)
- Laughing Stock (Verve, 1991)

Richard and Linda Thompson
- Pour Down Like Silver (Island, 1975)

Loudon Wainwright III
- I'm Alright (Rounder, 1985)